# 아리오비스투스

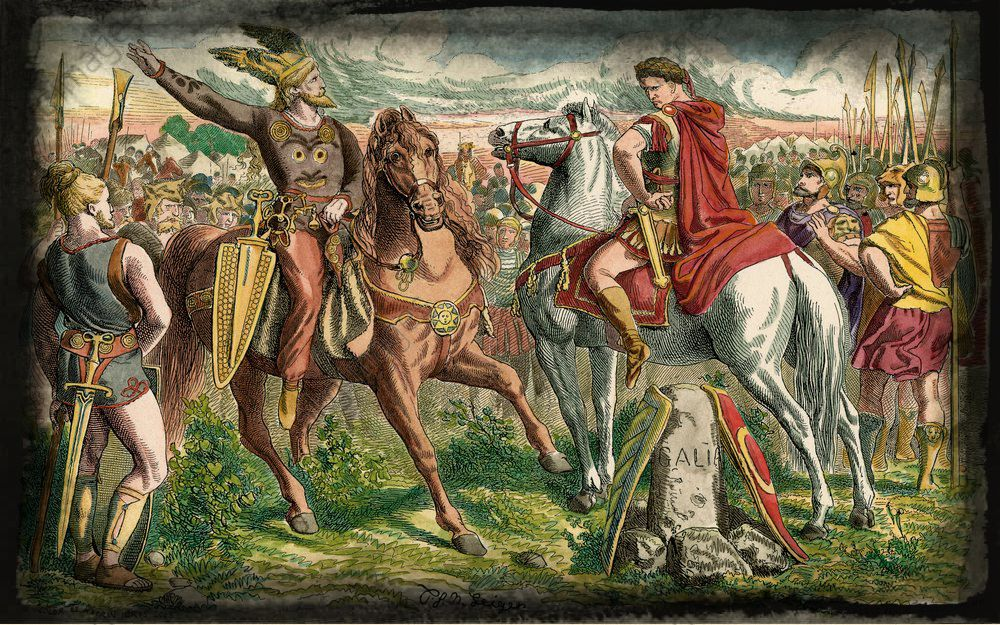

아리오비스투스(Ariovistus)는 게르만 부족중의 하나인 수에비족의 족장으로 기원전 1세기경 이웃한 갈리아의 부족간의 전쟁에 개입하여 로마의 율리우스 카이사르의 갈리아 전쟁 발발의 단초를 제공하였다. 기원전 58년 갈리아의 영토를 침공해 아르베르니족과 세콰니족과 함께 친로마 부족인 하이두이족을 침공했으나 카이사르 로마군의 개입으로 패배하고 라인강 동쪽으로 물러났다.

## 역사
아리오비스투스는 수에비족 출신으로 갈리아어에 능했다. 카이사르는 "게르만인의 왕"으로 묘사하였다. 그는 두 명의 아내가 있었는데 한 명은 수에비족 출신이고 다른 한 명은 노리툼의 보키오(Voccio)왕의 누이였다.
당시 갈리아부족은 둘로 나뉘어 서로 패권을 다투었는데 그중 하이두이족을 견제하던 세콰니족이 게르만족인 수에비족과 연합하여 아리오비스투스를 끌어들였다. 하이두이족은 패했으나 아리오비스투스는 세콰니족의 영토를 가로채고 수많은 게르만 부족을 이주시켜 점령하고 있었다. 기원전 58년 카이사르가 갈리아에 진주하자 갈리아인들은 카이사르에게 아리오비스투스를 물리쳐 달라고 요청하였다.
카이사르는 아리오비투스에게 평화협상을 제안하고 하이두이족은 로마의 동맹부족이므로 이에 대한 가혹한 행위를 로마가 용납하지 않겠다고 전했다. 이에 대해 아리오비투스는 자신의 갈리아 침공은 갈리아인들의 요청이었음을 말하고 로마가 갈리아와 자신과의 일에 참견하지 말라고 하였다. 아울러 카이사르가 죽으면 로마 원로원의 많은 귀족들이 기뻐 할 것이라고까지 말하였다. 평화제의는 거절되었고 결국 양군이 전쟁에 돌입하였다.
전투는 베손티오(오늘날의 프랑스 브장송) 근처 알자스 지방에서 벌어진 것으로 보인다. 아리오비스투스는 자신의 진영에서 싸우는 것이고 서두르지 말라는 점괘에 따라 전투를 서두르지 않았다. 카이사르는 적이 서두르지 않는 것을 오히려 이용하여 적극적인 전술로 공격하였다. 아리오비스투스는 로마군에 비해 훨씬 많은 전력을 가지고 있었음에도 결국 카이사르의 로마군에게 패했다. 특히 카이사르의 부하장군으로 기병대를 지휘하던 푸블리우스 크라수스가 제3대열을 이끌고 아리오비스투스의 약한 좌익을 공격한 것이 승패를 좌우했다. 이 공격으로 게르만족은 급격히 전열이 무너져 도망갔다. 아리오스비투스의 두 아내도 이때 패주하다가 죽었고 두딸중 한명은 사로잡히고 다른 한명도 죽었다.
아리오비스투스는 간신히 도망하여 라인강을 넘었지만 더 이상 군대를 지휘할 수 없었다. 게르만족은 전쟁중에 도망치며 방패를 놓는 것은 전사의 수치로 여겨 교수형에 처하는데 아마도 아리오비스투스도 그렇게 기원전 54년에 죽은 것으로 보인다.

## 같이 보기
- 갈리아 전쟁